# ژخلین (استان پومرانی)
ژخلین (به لهستانی:  Żychlin) یک روستا در لهستان است که در گمینا پوتنگووو واقع شده‌است. ژخلین ۱۲۴ نفر جمعیت دارد.